# Hypermagic
Hypermagic – siódmy album studyjny holenderskiego duetu Laserdance, wydany 30 czerwca 1993. Kompozytorem wszystkich utworów był Michiel van der Kuy. Płyta kontynuowała klasyczny styl grupy i podobnie, jak w przypadku wcześniejszego albumu Technological Mind, pozbawiona była wolnego, balladowego utworu. Znów dał znać o sobie pośpiech produkcyjny i brak dbałości aranżacyjnej Michiela van der Kuya, choć tym razem płyta zaskakiwała szerszym wachlarzem rozwiązań melodycznych, które pozwalały odróżnić od siebie poszczególne utwory.

## Spis utworów
1. „Enemy on Earth" /vocoder mix/ – 5:17
2. „Land of Nowhere” – 4:51
3. „Fire on Ice” – 5:22
4. „Hypermagic” – 5:32
5. „Through the Dark” – 5:18
6. „Magnetic Clouds” – 5:55
7. „Target on Position” – 6:01
8. „Mysterious Demon” – 5:06
9. „One from a Hostile Gang” – 5:16
10. „Speedmaniac” – 5:17
11. „Enemy on Earth" /space mix/ – 5:22

## Instrumentarium
- Roland JX-10
- Roland Juno-60
- Roland Juno-106
- Roland MSQ-100
- Roland TR-808
- Yamaha FB-01
- Yamaha REV 500
- Akai MPC 60
- Korg DVP-1 Digital Voice Processor
- Korg M1
- Korg Polysix
- Korg Monotron Delay
- LinnDrum LM2
- Oberheim OB-Xa
- E-mu Emax
- Ensoniq ESQ-1

## Autorstwo utworów
Okładka holenderskiego wydania albumu (Hotsound) nie zawiera informacji o kompozytorze. Okładka niemieckiego wydania (ZYX Music) jako autora podaje Erika van Vlieta. Z kolei okładka wydania polskiego (Snake’s Music) jako kompozytorów podaje obu członków Laserdance. Według Michiela van der Kuya, van Vliet nigdy nie pełnił w Laserdance funkcji ani kompozytora, ani wykonawcy. Będąc producentem wykonawczym, van Vliet kupił prawa autorskie od prawdziwego autora i dzięki temu mógł umieścić swoje nazwisko przy kompozycjach, których nigdy nie stworzył.